# 1996 PW

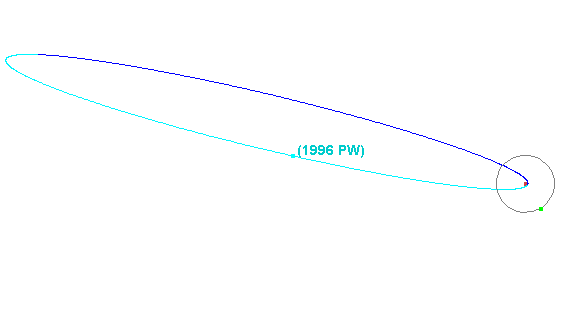
Órbita de 1996 PW.

1996 PW é um corpo celeste que é classificado como um Damocloide. Ele possui uma magnitude absoluta de 14 e tem um diâmetro estimado com cerca de 7 km.

## Descoberta
1996 PW foi descoberto no dia 9 de agosto de 1996 através do programa NEAT.

## Órbita
A órbita de 1996 PW tem uma excentricidade de 0,991 e possui um semieixo maior de 271,485 UA. O seu periélio leva o mesmo a uma distância de 2,557 UA em relação ao Sol e seu afélio a 540,413 UA.